# Huandi
Huandi (132 — 168 (36 anos) foi um Imperador da China da Dinastia Han Oriental, que reinou entre 146 e 168, foi bisneto do imperador Zhang de Han que reinou entre 75 e 88. Foi seguido no trono pelo imperador Lingdi.